# Ампер
У физици, ампер (симбол: A) је основна СИ јединица која се користи за мерење електричне струје. Садашња дефиниција, коју је усвојила девета Генерална конференција тежина и мера 1948. године, гласи: „један ампер је стална електрична струја која би, када би се одржавала у два права паралелна проводника, неограничене дужине и занемарљиво малог кружног пресека, који се налазе у вакууму на међусобном растојању од једног метра, проузроковала међу тим проводницима силу једнаку 2 × 10−7 њутна по метру дужине“. Дефиниција за ампер је истоветна фиксирању вредности пермеабилности у вакууму на 0 = 4π × 10−7 H/m. Пре 1948, коришћен је такозвани интернационални ампер, дефинисан преко електролитичке стопе распадања сребра. Једнак је 0,99985 A.
Ампер је добио име по Андре-Мари Амперу, једним од главних који су открили електромагнетизам. Ампер се најтачније постиже користећи амперову равнотежу, али се у пракси добија преко Омовог закона од јединица за напон и отпор, волта и ома. Јединица количине наелектрисања, кулон, се дефинише у вези са ампером: један кулон је количина наелектрисања пренета струјом једног ампера у оквиру једне секунде. Пошто је струја стопа којим се наелектрисање креће по површини, а ампер мери струју, један ампер је једнак току једног кулона у секунди:
{\displaystyle \mathrm {A=C/s} \,}
Пошто је кулон приближно једнак 6,24 × 1018 основног наелектрисања, један ампер је једнак: 6,24 × 1018 основног наелектрисања које се креће по површини у једној секунди. Користећи СИ дефиницију за конвенцијалне вредности Џозефсонове и фон Клицингове константе, ампер може да се дефинише као тачно 6,241 509 629 152 65 × 1018 основног наелектрисања у секунди.
Од редефинисања основних јединица СИ из 2019. године, ампер је дефинисан постављањем магнитуде елементарног наелектрисања на 1,602176634×10−19 C (кулона), што значи да је ампер електрична струја еквивалентна 1019 елементарних набоја пролази сваких 1,602176634 секунди. Пре редефинисања, ампер је био дефинисан као струја која би морала да се прође кроз 2 паралелне жице удаљене 1 метар да би се произвела магнетна сила од 2×10−7 њутна по метру. Ранији CGS систем је имао две дефиниције струје, једну у суштини исту као СИ и другу која је користила електрични набој као основну јединицу, при чему је јединица наелектрисања дефинисана мерењем силе између две наелектрисане металне плоче. Ампер је тада дефинисан као један кулон наелектрисања у секунди. У СИ, јединица наелектрисања, кулон, је дефинисана као наелектрисање које носи један ампер током једне секунде.

## Дефиниција
Ампер се дефинише узимањем фиксне нумеричке вредности елементарног наелектрисања e 1,602 176 634 × 10−19 када је изражено у јединици C, што је једнако A⋅s, где је секунда дефинисана као ∆νCs, хиперфина прелазна фреквенција непоремећеног основног стања атома цезијум-133.
СИ јединица наелектрисања, кулон, „је количина електричне енергије коју у 1 секунди преноси струја од 1 ампера”. Супротно томе, струја од једног ампера је један кулон наелектрисања који пролази кроз дату тачку у секунди:
{\displaystyle {\rm {1\ A=1\,{\text{C/s}}.}}}
Уопштено говорећи, наелектрисање Q је одређено сталном струјом I која тече током времена t као Q = I t.

## Историја
Ампер је добио име по француском физичару и математичару Андре-Мари Амперу (1775–1836), који је проучавао електромагнетизам и поставио темеље електродинамике. У знак признања за Амперов допринос стварању модерне електричне науке, међународна конвенција, потписана на Међународној изложби електричне енергије 1881. године, установила је ампер као стандардну јединицу електричне мере за електричну струју.
Ампер је првобитно дефинисан као једна десетина јединице електричне струје у систему јединица центиметар–грам–секунда. Та јединица, сада позната као абампер, дефинисана је као количина струје која генерише силу од два дина по центиметру дужине између две жице удаљене један центиметар једна од друге. Величина јединице је изабрана тако да јединице изведене из ње у MKSA систему буду одговарајуће величине.
„Међународни ампер“ је био рана реализација ампера, дефинисаног као струја која би депоновала 0,001118 grams грама сребра у секунди из раствора сребрног нитрата. Касније су тачнија мерења открила да је ова струја 0,99985 A.

### Ранија дефиниција у СИ
До 2019. године СИ је дефинисао ампер на следећи начин:
Ампер је она константна струја која би, ако би се одржавала у два права паралелна проводника бесконачне дужине, занемарљивог кружног попречног пресека, и постављена један метар један од другог у вакууму, произвела између тих проводника силу једнаку 2×10−7 њутна по метар дужине.‍:113

Амперов закон силе наводи да постоји привлачна или одбојна сила између две паралелне жице које воде електричну струју. Ова сила се користи у формалној дефиницији ампера.
СИ јединица наелектрисања, кулон, тада је дефинисана као „количина електричне енергије коју у 1 секунди преноси струја од 1 ампера“.‍:144 Насупрот томе, струја од једног ампера је један кулон наелектрисања који пролази кроз дату тачку у секунди:
{\displaystyle {\rm {1\ A=1{\tfrac {C}{s}}.}}}
Уопштено, наелектрисање Q је одређено сталном струјом I која тече током времена t као Q = It.

## Реализација
Стандардни ампер се најтачније реализује коришћењем Киблове ваге, али се у пракси одржава путем Омовог закона из јединица електромоторне силе и отпора, волта и ома, пошто се последња два могу везати за физичке појаве које је релативно лако репродуковати, Џозефсонов ефекат и квантни Холов ефекат.

## СИ јединице за електрицитет
| Јединице СИ система за електромагнетизам | Јединице СИ система за електромагнетизам | Јединице СИ система за електромагнетизам | Јединице СИ система за електромагнетизам |
| име                                      | симбол                                   | дефиниција                               | величина                                 |
| ---------------------------------------- | ---------------------------------------- | ---------------------------------------- | ---------------------------------------- |
| Ампер (основна јединица СИ система)      | A                                        | A                                        | јачина електричне струје                 |
| Кулон                                    |                                          |                                          | количина наелектрисања                   |
| Волт                                     |                                          |                                          | потенцијална разлика, напон              |
| Ом                                       | Ω                                        |                                          | отпор, импеданса                         |
| Ом метар                                 |                                          |                                          | специфични отпор                         |
| Ват                                      |                                          |                                          | електрична снага                         |
| Фарад                                    |                                          |                                          | електрични капацитет                     |
| Фарад по метру                           |                                          |                                          | магнетна пермитивност                    |
| реципрочни Фарад                         |                                          |                                          | еластанца                                |
| Сименс                                   |                                          |                                          | електрична проводност                    |
| сименс по метру                          |                                          |                                          | специфична електрична проводљивост       |
| Вебер                                    |                                          |                                          | флукс магнетног поља                     |
| Тесла                                    |                                          |                                          | магнетна индукција                       |
| Ампер по метру                           |                                          |                                          | јачина магнетног поља                    |
| Ампер по Веберу                          |                                          |                                          | магнетна отпорност                       |
| Хенри                                    |                                          |                                          | индуктивност                             |
| Хенри по метру                           |                                          |                                          | магнетна пермеабилност                   |
| (без димензија)                          | -                                        | -                                        | магнетна осетљивост                      |